# Fimbrilla tenuis
Fimbrilla tenuis är en rundmaskart som först beskrevs av Nathan Augustus Cobb 1894.  Fimbrilla tenuis ingår i släktet Fimbrilla och familjen Oncholaimidae. Inga underarter finns listade i Catalogue of Life.